# Harpalus
Harpalus är ett släkte av skalbaggar som beskrevs av Pierre André Latreille 1802. Harpalus ingår i familjen jordlöpare.

## Bildgalleri

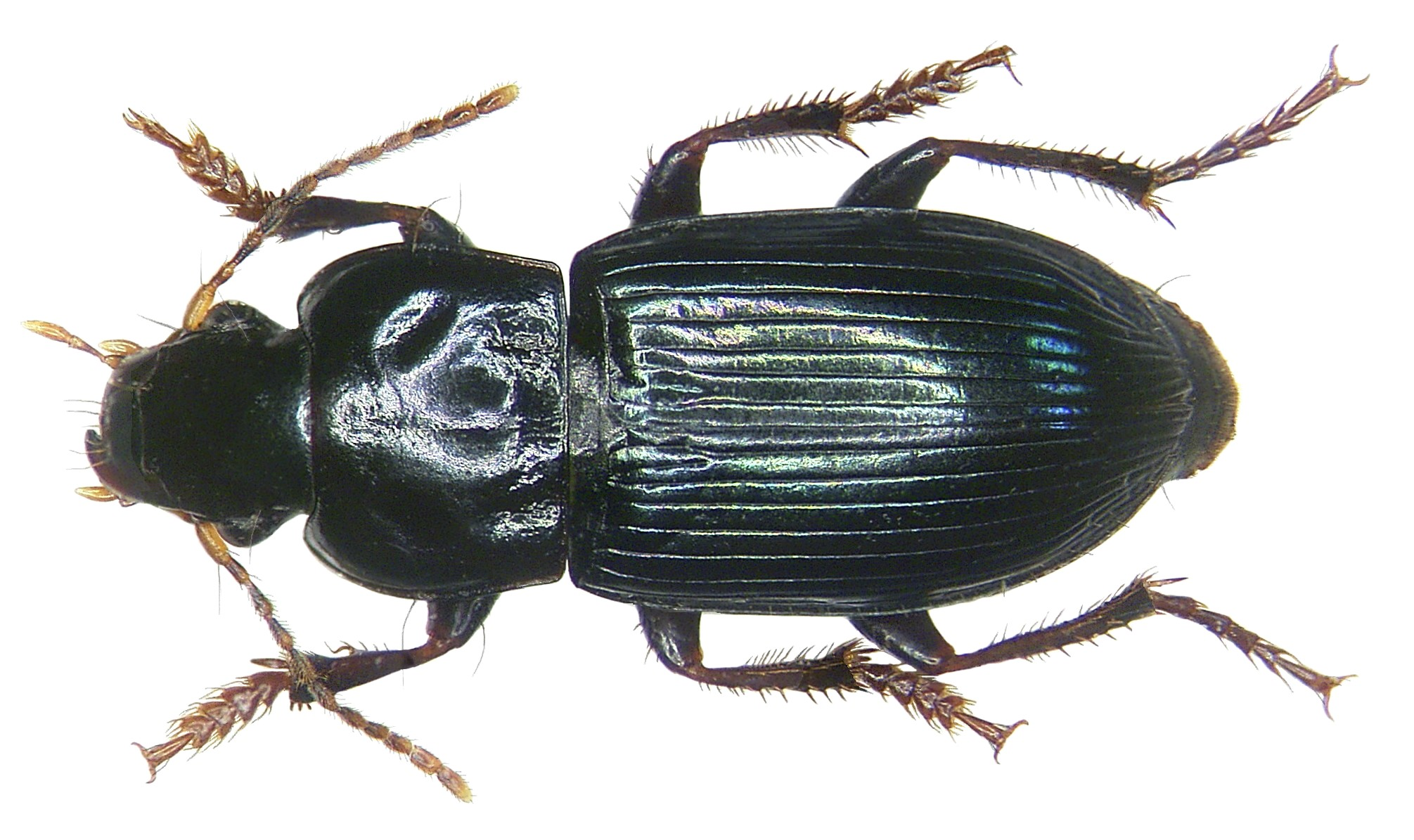
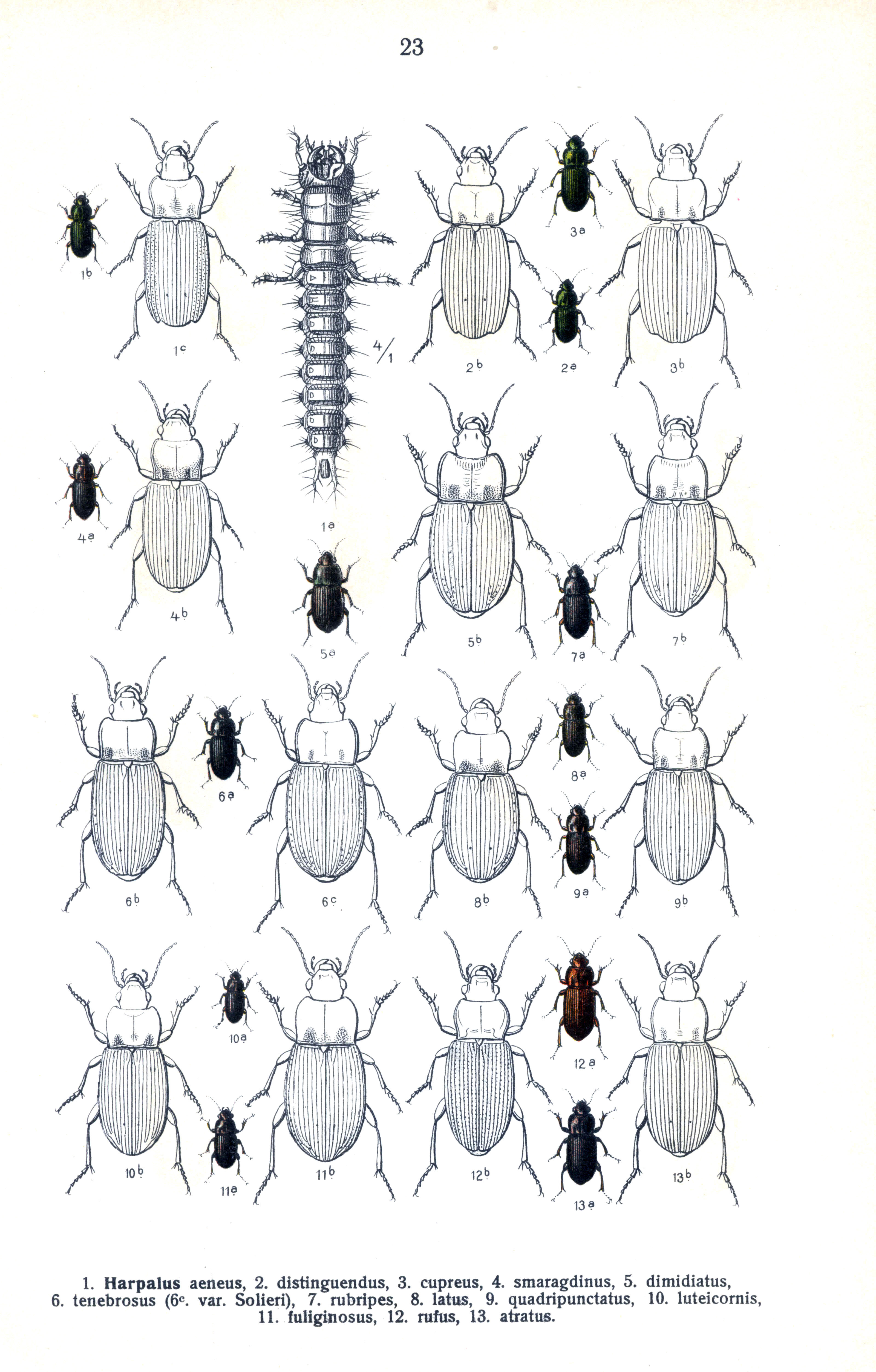
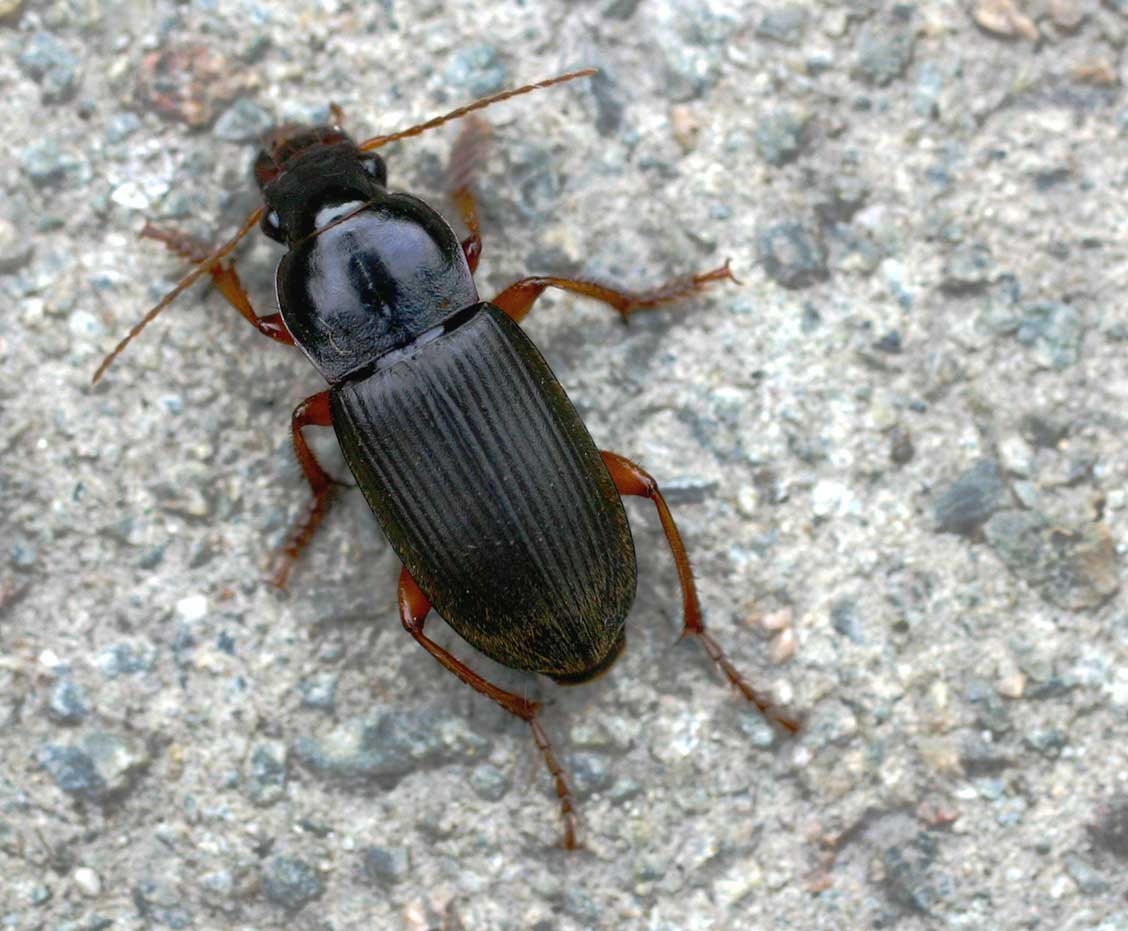
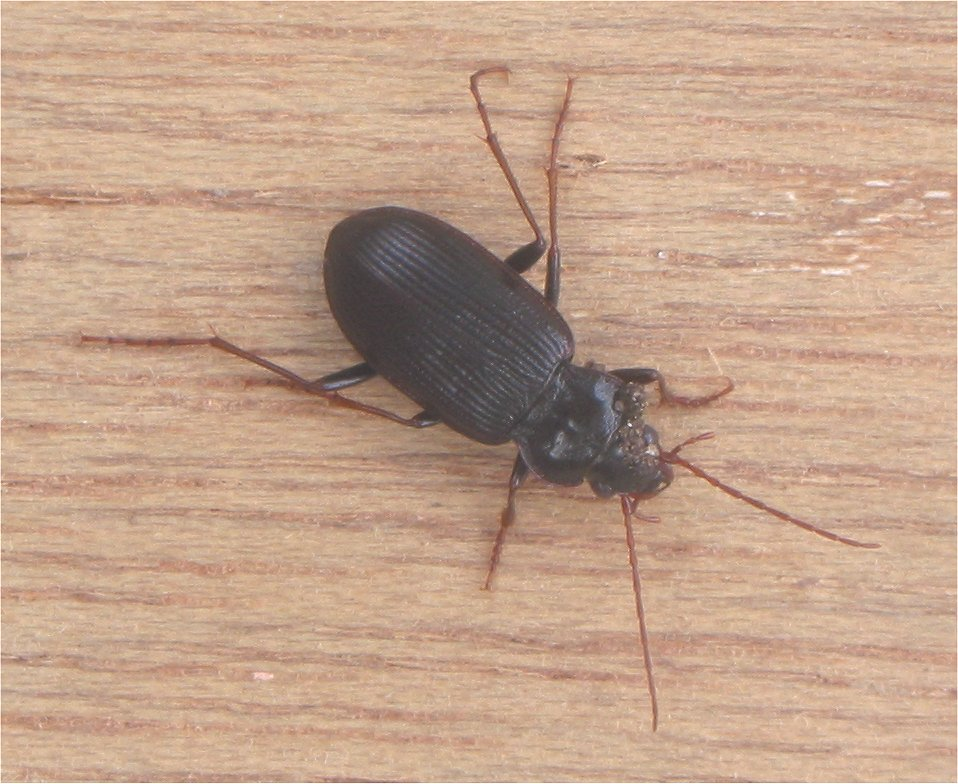
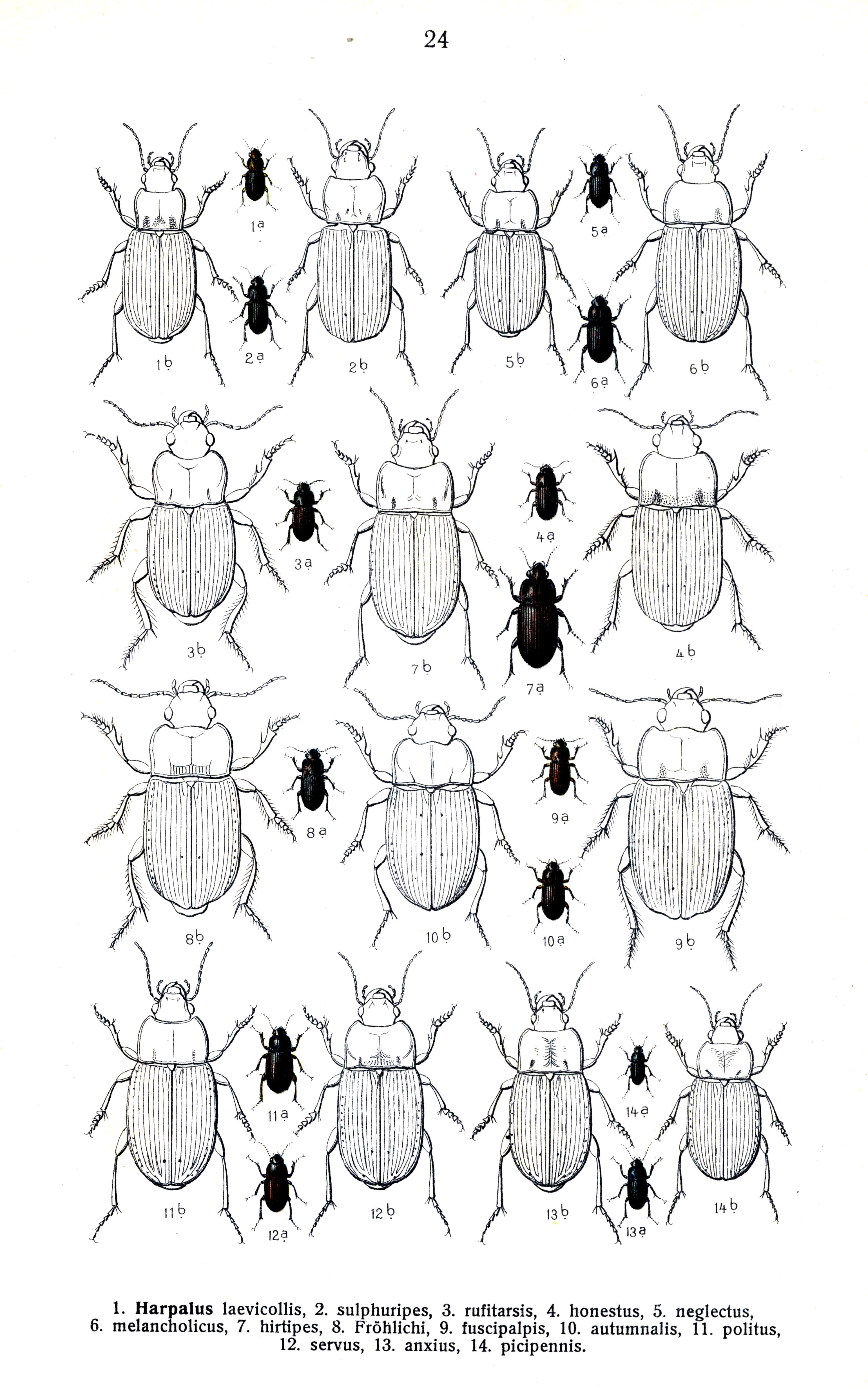
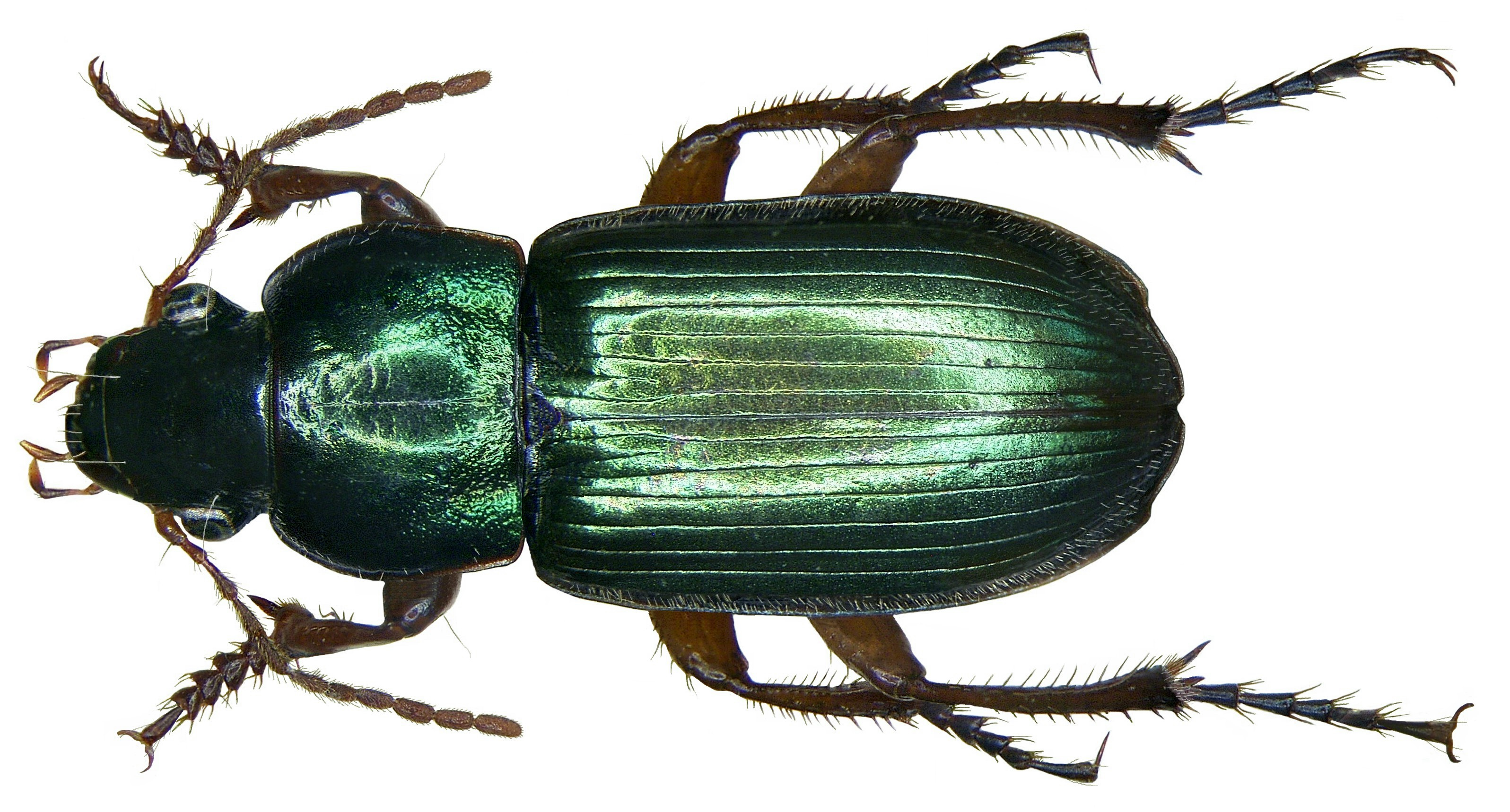

## Dottertaxa tillHarpalus, i alfabetisk ordning[1][2]
- Harpalus actiosus
- Harpalus affinis
- Harpalus alaskensis
- Harpalus albionicus
- Harpalus alienus
- Harpalus amputatus
- Harpalus animosus
- Harpalus antiphon
- Harpalus anxius
- Harpalus atratus
- Harpalus atrichatus
- Harpalus autumnalis
- Harpalus bicolor
- Harpalus calceatus
- Harpalus caliginosus
- Harpalus carbonatus
- Harpalus carolinae
- Harpalus caspius
- Harpalus cautus
- Harpalus celox
- Harpalus clandestinus
- Harpalus clientus
- Harpalus cohni
- Harpalus coloradensis
- Harpalus cordifer
- Harpalus corpulentus
- Harpalus cuncticeps
- Harpalus curticornis
- Harpalus cyrtonotoides
- Harpalus depressicollis
- Harpalus desertus
- Harpalus distinguendus
- Harpalus egregius
- Harpalus ellipsis
- Harpalus erraticus
- Harpalus erythropus
- Harpalus fallax
- Harpalus fanaticus
- Harpalus faunus
- Harpalus flavescens
- Harpalus fractus
- Harpalus fraternus
- Harpalus froelichii
- Harpalus fulgens
- Harpalus fuliginosus
- Harpalus fulvilabris
- Harpalus funerarius
- Harpalus furtivus
- Harpalus futilis
- Harpalus gravis
- Harpalus griseus
- Harpalus hatchi
- Harpalus herbivagus
- Harpalus hirtipes
- Harpalus hoppingi
- Harpalus hospes
- Harpalus huachua
- Harpalus illeticus
- Harpalus indianus
- Harpalus indigens
- Harpalus innocuus
- Harpalus intactus
- Harpalus laevipes
- Harpalus laticeps
- Harpalus latus
- Harpalus lecontei
- Harpalus lewisi
- Harpalus liobasis
- Harpalus longicollis
- Harpalus luteicornis
- Harpalus macilentus
- Harpalus malacus
- Harpalus mansuetus
- Harpalus martini
- Harpalus maxwelli
- Harpalus megacephalus
- Harpalus melancholicus
- Harpalus mobilis
- Harpalus modestus
- Harpalus neglectus
- Harpalus nigritarsis
- Harpalus nitescens
- Harpalus nugax
- Harpalus obliquus
- Harpalus obnixus
- Harpalus ochropus
- Harpalus opacipennis
- Harpalus paratus
- Harpalus paululus
- Harpalus pellax
- Harpalus pensylvanicus
- Harpalus peritus
- Harpalus picipennis
- Harpalus pimalicus
- Harpalus plenalis
- Harpalus pleuriticus
- Harpalus probatus
- Harpalus progrediens
- Harpalus protractus
- Harpalus provensis
- Harpalus pumilus
- Harpalus puncticeps
- Harpalus regressus
- Harpalus retratus
- Harpalus rubripes
- Harpalus rufibarbis
- Harpalus rufipalpis
- Harpalus rufipes
- Harpalus seclusus
- Harpalus serripes
- Harpalus servus
- Harpalus signaticornis
- Harpalus smaragdinus
- Harpalus socors
- Harpalus solitaris
- Harpalus somnulentus
- Harpalus spadiceus
- Harpalus stepheni
- Harpalus stupidus
- Harpalus subcylindricus
- Harpalus tadorcus
- Harpalus tardus
- Harpalus texanus
- Harpalus uteanus
- Harpalus ventralis
- Harpalus vespertinus
- Harpalus viduus
- Harpalus xanthopus